# 大庄 (屏東縣)
大庄，是臺灣屏東縣枋寮鄉的一個傳統地域名稱，位於該鄉西部。相較於今日行政區，其範圍大致大庄村相近。

## 地名
該地舊名「大崑麓」，或寫為「大崑洛」、「大崑鹿」、「大軍麓」，來源不詳，疑與平埔族語有關。清初是枋寮地區的代名詞，由於近海，曾於此設置巡檢、海防、防汛等，以維護海防及地方安定。

## 歷史
台灣清治末期至日治初期，大庄地區為一街庄，稱為「大庄」，隸屬於港東下里。該庄西北與葫爐尾庄為鄰，北與下埔頭庄為鄰，東邊為北旗尾庄，南邊及西南邊臨台灣海峽。。
1901年（日治明治三十四年）11月，全台設置二十廳，該庄隸屬於恆春廳。1909年（明治四十二年）10月，合併二十廳為十二廳，該庄改隸屬於阿緱廳。1920年（大正九年），廢十二廳改設五州二廳，該庄改制為「大庄」大字，隸屬於高雄州潮州郡枋寮庄。
戰後枋寮庄改制為枋寮鄉，隸屬於高雄縣，大字亦改制為村。1950年高、屏分治，枋寮鄉改隸屬於屏東縣。

## 聚落
該地區發展較早的聚落有下藔、大庄等，在日治期初期的官方地圖上已有記載。

## 設施
- 海鷗森林公園（海鷗公園[2]）
- 乃木將軍登陸紀念公園[8]
- 中央廣播電台枋寮分台[2]